# Tweede Kamerverkiezingen 1981/Kandidatenlijst/Leefbaar Nederland
Dit is de kandidatenlijst voor de Tweede Kamerverkiezingen 1981 van Leefbaar Nederland. Dit is een andere partij dan het Leefbaar Nederland dat van 2002 tot 2003 in de Tweede Kamer vertegenwoordigd was.

## De lijst
De lijst bestond in de meeste kieskringen slechts uit lijsttrekker Leschot, de nummers 2, 3 en 4 waren alleen verkiesbaar in de kieskringen XV (Zwolle) en XVII (Assen).
1. Winand Leschot - 8.270 stemmen
2. Lucia Hagenaars - 21
3. Toine Reumkes - 11
4. Peter Jansen - 34

PvdA · CDA · VVD · D'66 · SGP · PPR · CPN · GPV · PSP · Rechtse Volkspartij · DS'70 · RKPN · Partij van Rijksgenoten · Kleine Partij · God Met Ons · Nederlandse Evolutie Partij · Leefbaar Nederland · SP · De Vrede Partij · RPF · Realisten '81 · IKB · NVU · Centrumpartij · Partij tot Likwidatie van Nederland · Wereld Welzijns Bewustwording · EVP · SOS